# Walter Kempner (Mediziner, 1903)
Walter Kempner (* 25. Januar 1903 in Berlin, Deutschland; † 27. September 1997 in Durham, North Carolina, USA) war ein deutscher Mediziner.

## Leben
Kempner wurde als jüngster Sohn des Mediziners Walter Kempner sowie der Mikrobiologin Lydia Rabinowitsch-Kempner geboren. Sein Bruder war der Jurist Robert Kempner. Seine Schwester Nadja Kempner starb bereits 1932 an Tuberkulose.
Im Jahr 1934 emigrierte Kempner in die USA. Walter Kempner gilt als Erfinder einer bei Bluthochdruck eingesetzten, auch Kempner-Diät genannten Reisdiät, die arm an Kochsalz bzw. Natrium ist, aber auch wenig „Eiweiß“ und Fett enthält, und die er an der Duke University zwischen 1934 und 1939 entwickelt hat.

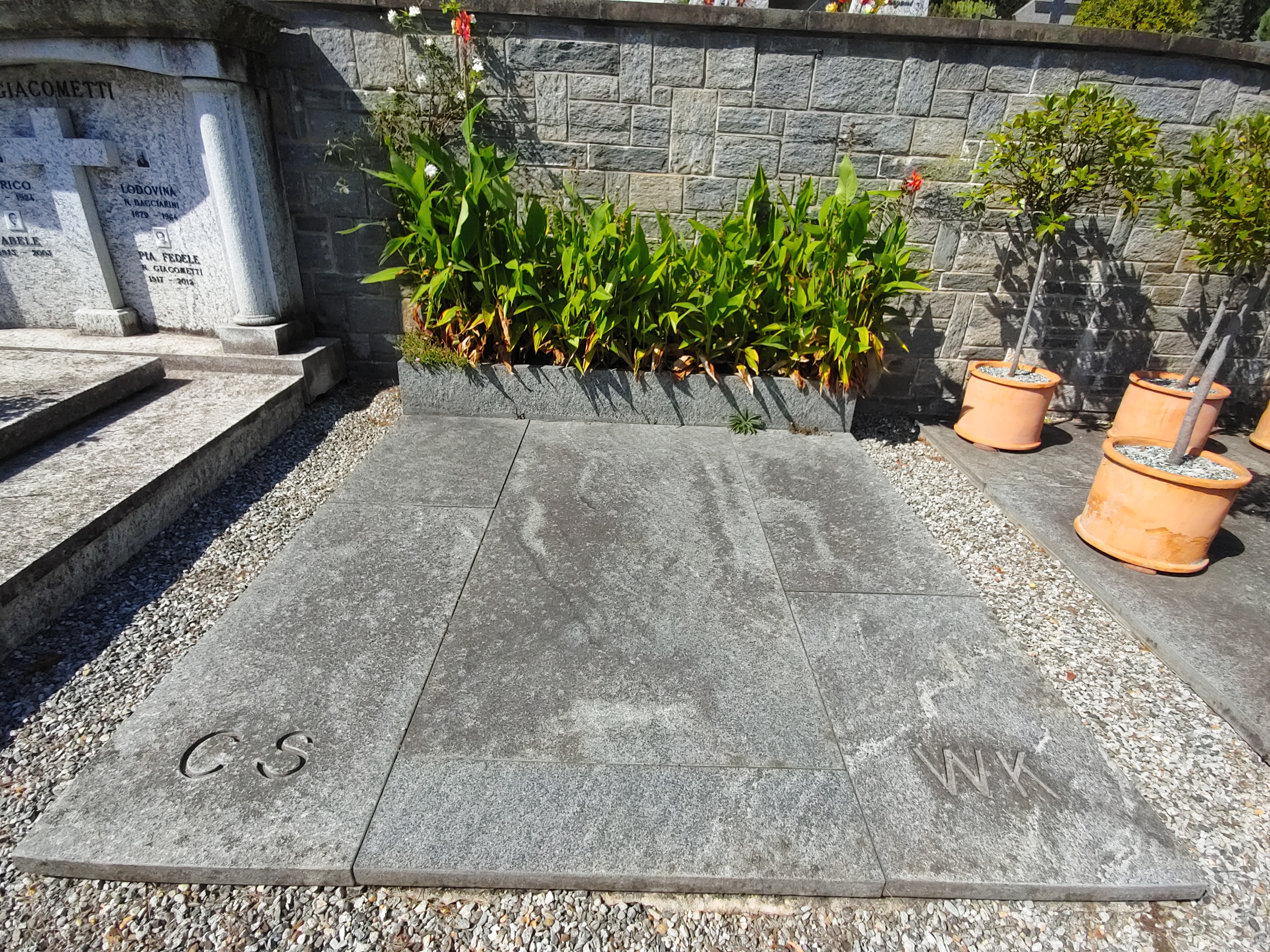
Grab von Kempner und Schlayer in Minusio

Kempner ist gemeinsam mit Clotilde Schlayer auf dem Friedhof in Minusio (Tessin) begraben, neben dem Grab von Stefan George.